# Dibenzepina
Dibenzepina (łac. Dibenzepinum) – organiczny związek chemiczny, stosowany jako trójcykliczny lek przeciwdepresyjny.

## Działanie
Posiada wyraźne działanie przeciwdepresyjne i przeciwlękowe przy niewielkiej sedacji, podobnie jak imipramina. Czas półtrwania dibenzepiny wynosi około 9 godzin, wiąże się ona silnie z białkami osocza (w 80%).
Jest pochodną dibenzodiazepiny, ma strukturę zbliżoną do benzodiazepin oraz niektórych neuroleptyków (olanzapina, klozapina, kwetiapina). Różni się strukturalnie od większości trójcyklicznych leków przeciwdepresyjnych, będących aminami czwarto- lub drugorzędowymi.
Wprowadzona do lecznictwa w roku 1965 przez koncern Ciba – Geigy (dzisiaj Novartis) pod nazwą Noveril.

## Działania uboczne
Charakteryzuje się typowymi dla leków trójpierścieniowych działaniami ubocznymi, jednakże jej dawka toksyczna leży dużo wyżej niż dla innych leków z tej grupy (powyżej 3000 ng/ml), jej wpływ cholinolityczny jest wyraźnie mniejszy niż imipraminy.

## Dawkowanie
Zalecana dawka dobowa wynosi od 240 mg do 720 mg.